# Zain Club
Il Zain Basketball Club, precedentemente noto come Fastlink Basketball Club, era un club professionistico di basket con sede ad Amman, in Giordania. La squadra prendeva parte alla Jordanian Premier Basketball League, che vinse per sei stagioni consecutive nel periodo dalla stagione 2002-2003 alla stagione 2008-2009. La squadra è stata sciolta nel 2010.
I colori sociali della squadra erano il Nero ed il Bianco.

## Storia
La società venne fondata ad Amman nel 2002 con il nome di Fastlink Basketball Club; il nome richiamava la società che sponsorizzava il club la Fastlink Giordania, facente parte del colosso delle telecomunicazioni Zain. Nel 2007 il nome della società venne cambiato in Zain Basketball Club, denominazione mantenuta fino allo scioglimento nel 2010.
La squadra nella sua breve vita si impose sul campo sia all'interno dei confini nazionali, dove vinse 6 titoli della Jordanian Premier Basketball League tra la stagione 2002-2003 e quella 2008-2009; a cui si aggiunsero anche 5 vittorie nella Jordan Basket Cup.
Il Zain però fece conoscere il suo nome e il basket giordano anche in campo internazionale, riuscendo ad ottenere alcuni risultati storici nonostante la breve esistenza della società. Il primo grande traguardo per il club fu la finale della FIBA Asia Champions Cup 2005, dove però la squadra uscì sconfitta, con il risultato di 83-76, dalla squadra del Qatar dell'Al-Rayyan Doha. La stagione successiva dopo aver preso parte alla WABA Champions Cup 2006, lo Zain ottenne la qualificazione, per il secondo anno consecutivo, alla FIBA Asia Champions Cup. Nell'edizione 2006, tenutasi in Kuwait, lo Zain guidato in panchina da Trakh Maz e con un quintetto composto da: Enver Soobzokov, Osama Daghles, Zaid al-Khas, Nate Johnson e Cantrell Damien; si presenta come una delle contendenti per la vittoria finale. Dopo aver vinto tutte le tre partite del girone, ottiene l'accesso alla fase finale come prima testa di serie; venne accoppiata contro la squadra del Libano del Sagesse Beirut ne quarti di finale, ottenendo una comoda vittoria per 91-78; nella semifinale andò in atto il replay della finale dell'edizione precedente, con la sfida tra Zain e l'Al-Rayyan Doha, con i giordani che si vendicarono ottenendo la vittoria per 108-103, risultato che valse la qualificazione, per il secondo anno consecutivo alla finale. Nella sfida decisiva per il titolo asiatico lo Zain si incontrò, in questa occasione, con il Jalaa Aleppo dalla Siria, che venne però sconfitto con un margine di 25 punti, 94-69, grazie alle prestazioni di Cantrell, 21 punti, Soobzokov, 19 punti e Johnson, 16 punti. Lo Zain divenne così la prima, e fino ad oggi unica, squadra proveniente dalla Giordania che è riuscita a vincere la FIBA Asia Champions Cup.
L'altro grande successo, in campo internazionale, arrivò nell'Arab Club Basketball Championship 2008, che si tenne proprio ad Amman in Giordania. Dopo aver agevolmente superato il primo girone, con tre vittorie in altrettante partite, lo Zain concluse in testa anche il secondo girone, posizionandosi davanti alle due corazzate libanesi del Sagesse Beirut e del Al-Riyadi Beirut, ottenendo così l'accesso alle final four. Nella semifinale si ebbe un sentito derby della Giordania, tra lo Zain e l'Orthodox, che i primi portarono a casa con il risultato di 101-77, trascinati da Zaid Abbas e Enver Soobzokov. Nella finalissima la squadra ha poi affrontato, nuovamente, la squadra libanese del Sagesse Beirut, che però venne sconfitta, in una partita molto tirata, per 72-67; grazie ai 28 punti di John Thomas III, ai 10 punti, 3 rubate e 8 rimbalzi di Rasheim Wright e soprattutto alla prestazione da 15 punti, 10 rimbalzi, 3 stoppate e 2 palle rubate di Zaid Abbas.

## Palmarès

### Titoli Nazionali
- Jordanian Premier Basketball League
  - Campioni (6): 2003, 2004, 2005, 2006, 2007, 2008
- Jordan Cup
  - Campioni (5): 2004, 2005, 2006, 2007, 2009

### Trofei Internazionali
- FIBA Asia Champions Cup
  - Campioni (1): 2006
- Arab Club Basketball Championship
  - Campioni (1): 2008

## Roster storici
Di seguito sono riportati i roster con cui il Zain ha conquistato la FIBA Asia Champions Cup 2006 e l'Arab Club Basketball Championship 2008:
- FIBA Asia Champions Cup 2006

 Nate Johnson,
 Zaid al-Khas,
 Osama Daghles,
 Enver Soobzokov,
 Damien Cantrell,
 Ashraf Samara,
 Moussa Basheer,
 Francis Ireifej,
 Fadi Al Saqa,
 Faisal Kheir,
 Zeid Abbas,
 Islam Abbas,
 Mousa al-Awadi,
Allenatore: Maz Trakh
- Arab Club Basketball Championship 2008

 Nate Johnson,
 Thomas John III,
 Zaid Abbas,
 Jamal Sampson,
 Rasheim Wright,
 Zaid al-Khas,
 Enver Soobzokov,
 Islam Abbas,
 Moussa Basheer,
 Jamal Ma'aytah,
 Mohammad Hamdan,
 Ali El-Zubi,
 Mohammad Bushnaq,
 Mousa al-Awadi,
 Khaldon Abo Rukayeah,
 Fadi Al Saqa,
Allenatore: Maz Trakh

## Allenatori
- Maz Trakh (2004–2006)
- Mário Palma (2006–2007)
- Abu Al-Tayyeb Muntaser (2006–2007)
- Maz Trakh (2007–2008)
- Mário Palma (2008–2009)